# Zastava Kanade
Zastava Kanade je eden od državnih simbolov Kanade.

## Državna in civilna zastava
Državno in civilno zastavo Kanade, znano tudi kot Maple Leaf (angleško) in l'Unifolié (francosko) je uradno potrdil kanadski parlament leta 1964, leto dni kasneje 15. februarja 1965, pa jo je kraljica Elizabeta II. razglasila za državno zastavo Kanade. Zastava je v razmeru 1:2. Sama zastava je navpično razdeljena na tri dele, stranska sta rdeča, med njima pa je bel kvadrat, v katerega središču je stiliziran rdeč javorjev list, ki je že od 18. stoletja državni simbol Kanade.
Rdečo in belo barvo je kot uradni barvi Kanade določil kralj Jurij V. leta 1921. Rdeča barva tako simbolizira žrtve Kanadčanov med prvo svetovno vojno, medtem ko bela predstavlja zasneženi sever Kanade.
Še bolj kot po zastavi je Kanada prepoznavna po simbolu javorjevega lista, ki označuje državo in njene ljudi. V zastavi je upodobljena stilizirana različica javorjevega lista, ki je v naravi ni, z enajstimi odseki, vendar število listnih točk v zastavi nima posebnega pomena. Kanadski domorodci so namreč že od nekdaj, še pred prihodom prvih evropejcev na kanadsko ozemlje, v vsakdanji prehrani uporabljali javorjev sirup, pridobljen iz soka javorjevih dreves.

## Predhodne zastave
Pred uvedbo zastave so v Kanadi uporabljali do leta 1965 t. i. Kanadsko rdečo zastavo (angleško Canadian Red Ensign), ki je kombinacija britanske Union Jack, rdeče zastave in grba. 